# Dějiny peloponéské války
Dějiny peloponéské války jsou literární dílo starověkého Řecka popisující peloponéskou válku (431 až 404 př. n. l.) mezi Athénským námořním spolkem a Peloponéským spolkem (pod vedením Sparty). Sepsal je Thúkydidés, který se války účastnil jako generál (stratégos) na straně Athén. Dílo není dokončeno, popis událostí náhle končí podzimem roku 411 př. n. l.; navazují na ně Xenofónovy Řecké dějiny (Hellénika).
Dějiny peloponéské války jsou považovány za jedno z klasických děl literatury a také za jedno z prvních vědeckých historických pojednání. Už od dob Alexandrijské knihovny se tradičně člení do osmi knih.

## České překlady
- Thukydidovy Dějiny války Peloponneské, přeložil Jan Konůpek, 1906–1909, 3 svazky, nákladem České akademie císaře Františka Josefa pro vědy, slovesnost a umění
- Dějiny peloponnéské války, přeložil Václav Bahník, 1977, Odeon